# A sötét tengeren
A sötét tengeren (eredeti cím: Black Water) 2018-as amerikai akció-thriller, melyet Patriki Pasha rendezett. A főszereplők Jean-Claude Van Damme és Dolph Lundgren. A két színésznek ez az ötödik közös együttműködése, valamint a második alkalom, hogy együtt jelennek meg a képernyőn főszereplőként.
A film 2018. május 25-én jelent meg.

## Cselekmény
Egy operatív titkos ügynök, Scott Wheeler (Jean-Claude Van Damme), hamarosan felébred egy másik fogoly, Marco (Dolph Lundgren) cellája mellett és rájönnek, hogy bebörtönözték egy nukleáris tengeralattjáró belsejében. Besoroznak egy új ügynököt, Cassie Taylor-t az új társával, majd a duópáros rájön, hogy az ott tartózkodó foglyok ártatlanok. Ahhoz hogy túléljék és megmeneküljenek a rossz kezekbe került tengeralattjáróból, össze kell fogniuk Wheelerrel és Marcoval.

## Szereplők
| Szereplő              | Színész                | Magyar hang     |
| --------------------- | ---------------------- | --------------- |
| Scott Wheeler         | Jean-Claude Van Damme  | Mihályi Győző   |
| Marco, a fogoly       | Dolph Lundgren         | Jakab Csaba     |
| Cassie Taylor         | Jasmine Waltz          | Solecki Janka   |
| Edward Rhodes         | Al Sapienza            | Koncz István    |
| Patrick Ferris ügynök | Patrick Kilpatrick     | Orosz István    |
| Melissa Ballard       | Courtney B Turk        | Muri Enikő      |
| Kingsley              | Aleksander Vayshelboym | Gyurity István  |
| Ellis Ryan            | Aaron O'Connell        | Moser Károly    |
| Dax                   | Cathal Pendred         | Papucsek Vilmos |
| Kagan                 | Kristopher Van Damme   | Szrna Krisztián |
| Darrows kapitány      | Aaron O'Connell        | Rosta Sándor    |
| Reed                  | Ian Niles              | Gyurin Zsolt    |
| Bíró                  | Lance E. Nichols       | Kajtár Róbert   |

## Filmkészítés
2017. január 4-én hivatalosan is bejelentették, hogy Jean-Claude Van Damme és Dolph Lundgren együtt fog szerepelni a Sötét tengeren című filmben. Van Damme és Lundgren először az 1992-es Tökéletes katonában működött együtt. Ugyanakkor megjelentek két további részben is (Tökéletes katona 3. – Egy új kezdet, Tökéletes katona: A leszámolás napja) valamint a The Expendables – A feláldozhatók 2.-ben. A forgatókönyvíró, Chad Law szerint "jól sikerült" a Sötét tengeren. Richard Switzer producer felhívta és azt mondta neki, hogy; "egy jó akciófilmet akar forgatni egy tengeralattjárón. És  jól sikerült, ahogy tervezték." Law és Switzer 2017-ben együtt dolgozott Lungrennel, amikor leforgatták a Küzdelem a magasban című filmet. Ezenkívül, Law írta Van Damme főszereplésével elkészült Hat töltény ára című akciófilm forgatókönyvét, mielőtt Brad Krevoy producert felfogadták.
2017. február 21-én Van Damme találkozott Sandy Stimpson polgármesterrel, hogy elősegítse a filmet. Az első hivatalos előzetes 2017. május 1-én jelent meg.

### Fogadtatás és forgatás
A film általánosságban negatív értékeléseket kapott a kritikusoktól. A Metacritic oldalán a film értékelése 16% a 100-ból, ami 5 véleményen alapul. A Rotten Tomatoeson a Sötét tengeren 0%-os minősítést kapott, 9 értékelés alapján.
Korai beszámolók szerint a film forgatása 2017 januárjában kezdődött Mobileban (Alabama). Ugyanezen év március 31-én készült el véglegesen a film Van damme-al, aki az előző hónapban (február 27-én) azt nyilatkozta; "Hivatalosan elkészült a Sötét tengeren. Köszönöm az összes szereplőnek és stábnak a munkát. Öröm volt veletek dolgozni!"